# Szajk
Szajk é um município da Hungria, situado no condado de Baranya. Tem 11,36 km² de área e sua população em 2019 foi estimada em 787 habitantes.